# János Ángyán
János Ángyán (n.1 martie 1768, Vörösberény-d. 5 ianuarie 1846, Veszprém) a fost un scriitor, pedagog și autor de texte teologice maghiar.